# Payoneer
Pour les articles homonymes, voir Pioneer.
Payoneer est une société de services financiers qui offre des services de transfert d'argent en ligne et de paiement en ligne et fournit à ses clients un fonds de roulement. Son siège est basé aux États-Unis, à New York.

## Services
Les titulaires de compte peuvent envoyer et recevoir des fonds sur leur compte bancaire, leur carte bancaire prépayée ou sur leur compte carte au format électronique. Le compte carte ou porte-feuille électronique, ainsi que la carte de crédit MasterCard sont rechargeables et la carte de crédit peut être utilisée en ligne ou chez les commerçants. L'entreprise se spécialise dans la facilitation des paiements internationaux entre entreprises ou même entre freelances. Il permet de faire des transactions transfrontalières dans plus de 150 monnaies locales, en utilisant son réseau de services bancaires à travers le monde pour faciliter les virements bancaires locaux.
Des entreprises comme Airbnb, Amazon, Google et Upwork ont adopté cette carte pour émettre des paiements en masse auprès de leurs utilisateurs à travers le monde. Payoneer est également utilisé par le secteur du commerce électronique. La société,, travaille aussi avec des réseaux publicitaires pour la mise en relation de certaines entreprises avec des éditeurs basés en dehors de leur siège social du pays,.

## Historique
La société a été fondée en 2005 avec deux millions de dollars de capital sous l'impulsion de son président directeur général Yuval Tal, un ex-officier de l'armée israélienne, mais aussi avec la contribution d'autres investisseurs privés. 83North (Greylock Israël) apporte un montant supplémentaire de quatre millions de dollars en levée de fonds en 2007, on compte d'autres investisseurs, y compris Carmel Ventures, Crossbar Capital, Ping an, Wellington Management, Susquehanna Growth Equity et Nyca Partners.
En mars 2016, la société acquiert Armor payments, une société de paiement spécialisée officiant en qualité de tiers de confiance. Cette nouvelle acquisition a pour but de viser le marché  des transactions interentreprises comprises entre 500 et de 1 million de dollars et en intervenant là où les cartes de crédit et les lettres de crédit ne sont pas adaptés. L'entreprise s'est lancé également sur le marché de l'Amérique latine avec le rachat du site de commerce électronique Linio,,.
En août 2016, la société ajoute un système automatisé permettant la saisie automatique des taxes, tout en l'incluant dans son service de paiement.
En octobre 2016, la société lève 180 millions de dollars supplémentaires de la part de Technology Crossover Ventures, portant le financement total à 234 millions. L'entreprise quitte le marché indien en raison de problèmes de réglementation à partir de 2011, mais décide d'y revenir en 2016, avec des systèmes de reporting et un plafond de transfert limité se conformant ainsi à la réglementation locale, le tout avec l'aide et au travers de son partenariat avec IndusInd Bank,,,,.
Payoneer a ouvert des bureaux dans les Philippines et le Japon en 2016. La société s'est associée au spécialiste japonais du commerce en ligne Rakuten dans le but d'ouvrir leur site sur le marché américain, sous le nom de domaine Rakuten.com. Ils ont également établi un partenariat avec le coréen spécialiste du commerce en ligne entre professionnels EC21. En 2017, la société a créé un système de paiement intégré à une API pour que les fournisseurs de SaaS professionnels puissent bénéficier de paiement sur l'ensemble des plateformes de cloud computing. En juin 2017, la société ouvre un bureau à Londres,,.